# Galeaplumosus abilus
Galeaplumosus é um gênero de criatura marinha que pertence ao filo dos hemicordados. O fóssil foi encontrado na província de Yunnan, China e foi datado com 525 milhões de anos. Possuía uma carapaça e vários pares de tentáculos que foram usados para coletar plâncton.